# Sociedade Imperatriz de Desportos
Sociedade Imperatriz de Desportos, beter bekend als kortweg Imperatriz is een Braziliaanse voetbalclub uit Imperatriz in de staat Maranhão. 

## Geschiedenis
De club werd opgericht in 1962 als Sociedade Atlética Imperatriz. Op 2 februari 2000 werd naam Sociedade Esportiva Imperatriz aangenomen en kort daarna de huidige naam. In 2005 werd de club staatskampioen. In 2006 nam de club deel aan de Copa do Brasil en werd meteen uitgeschakeld door EC Vitória. Twee jaar later nam de club opnieuw deel en werd nu verslagen door Sport. In 2018 kon de club voor het eerst promotie afdwingen naar de nationale Série C. In 2019 werd de club opnieuw staatskampioen, al kregen ze daar wel de hulp van Moto Club dat twee eigen doelpunten maakte. In de Série C bereikte de club de tweede fase en verloor daar in de kwartfinale van Juventude. Het volgende seizoen eindigde in een drama, de club kon één keer gelijk spelen en verloor alle andere wedstrijden. In 2021 degradeerde de club na 28 jaar uit de hoogste klasse van de staatscompetitie.

## Erelijst
Campeonato Maranhense
2005, 2015, 2019